# خوزيفينا لوبيز
خوزيفينا لوبيز (بالإنجليزية: Josefina Lopez)‏ هي كاتِبة وكاتبة مسرحية أمريكية، ولدت في 1969 في ولاية سان لويس بوتوسي في المكسيك.

## وصلات خارجية
- خوزيفينا لوبيز على موقع IMDb (الإنجليزية)
- خوزيفينا لوبيز على موقع قاعدة بيانات الفيلم (الإنجليزية)